# Obóz pracy przymusowej w Mokoszynie
Obóz pracy przymusowej w Mokoszynie (niem. Zwangsarbeitslager für Juden Mokoszyn) – obóz pracy przymusowej w Mokoszynie na terenie Generalnego Gubernatorstwa.
Istniał stosunkowo krótko, bo w okresie od października do końca 1942. Był przeznaczony dla kobiet i mężczyzn narodowości żydowskiej.